# L'home de les ombres
L'home de les ombres (originalment en anglès, The Tall Man) és una pel·lícula de terror i misteri canadenca i francesa del 2012 escrita i dirigida per Pascal Laugier. Va ser gravada a la regió de Kootenay al sud-est de la Colúmbia Britànica i és protagonitzada per Jessica Biel. La pel·lícula està ambientada en un petit antic poble miner on la pobresa és general i els nens desapareixen de manera regular. Els segrestos es deuen a una llegenda local anomenada "l'home de les ombres". Jessica Biel interpreta una infermera vídua el fill de la qual és segrestat. Aquest fet la porta a una persecució desesperada per recuperar-lo. La cinta s'ha doblat al català.

## Repartiment
- Jessica Biel com a Julia Denning
- Jodelle Ferland com a Jenny Weaver
- Stephen McHattie com al tinent Dodd
- Janet Wright com a Eva
- William B. Davis com al xèrif Chestnut
- Samantha Ferris com a Tracy
- Colleen Wheeler com a la Sra. Johnson
- Eve Harlow com a Christine
- Jakob Davies com a David Johnson

## Producció
L'actriu Jessica Biel va dir que li havia agradat la pel·lícula anterior de Pascal Laugier, Martyrs, i que li va encantar el guió de L'home de les ombres i que la va impressionar amb els seus girs argumentals impredictibles. Per això, es va entusiasmar amb el projecte i va voler treballar amb ell. El rodatge principal va començar el setembre de 2010. La pel·lícula és la primera producció anglesa de Pascal Laugier.

## Publicació
El 2012 L'home de les ombres es va estrenar a South by Southwest, on va ser adquirit per Image Entertainment. Es va estrenar als cinemes de forma limitada el 31 d'agost de 2012 i va ser llançat en Blu-ray i DVD 25 dies després, el 25 de setembre de 2012.